# Bahnstrecke Gronau–Coevorden
| Zugkreuzung in Nordhorn |                               |                                                                |                                                                |
| Streckennetz vor dem Rückbau bei Gronau |                               |                                                                |                                                                |
| Streckennummer (DB): | 9203                          |                                                                |                                                                |
| Kursbuchstrecke (DB): | 376 (1974: 271)               |                                                                |                                                                |
| Kursbuchstrecke: | 224k (Laarwald – Gronau 1946) |                                                                |                                                                |
| Streckenlänge: | 75,7 km                       |                                                                |                                                                |
| Spurweite: | 1435 mm (Normalspur)          |                                                                |                                                                |
| Streckenklasse: | D4                            |                                                                |                                                                |
| Streckengeschwindigkeit: | 80 km/h                       |                                                                |                                                                |
| |                               |                                                                |                                                                |
| \| \| \| Strecke von Emmen \| \| \| \| 76,1 \| Coevorden \| Coevorden \| \| \| \| Lutterhoofdwijk \| \| \| \| \| Strecke nach Zwolle \| \| \| \| 75,6 \| Infrastrukturgrenze BE AG zu ProRail \| Infrastrukturgrenze BE AG zu ProRail \| \| \| \| Coevorden-Vechtkanaal \| \| \| \| \| Strecke nach Zwolle \| \| \| \| 75,1 \| Euroterminal \| Euroterminal \| \| \| 74 \| Staatsgrenze NL – D \| Staatsgrenze NL – D \| \| \| 73 \| Infrastrukturgrenze BE Netz GmbH zu BE AG \| Infrastrukturgrenze BE Netz GmbH zu BE AG \| \| \| 73 \| Coevorden Vorbf \| Coevorden Vorbf \| \| \| 71,3 \| Laarwald \| Laarwald \| \| \| 68,3 \| Vorwald \| Vorwald \| \| \| \| B 403 \| \| \| \| 64,6 \| Emlichheim \| Emlichheim \| \| \| \| nach Emsland Stärke \| \| \| \| 61,1 \| Klein-Ringe \| Klein-Ringe \| \| \| 59,6 \| Groß-Ringe \| Groß-Ringe \| \| \| 56,8 \| Hoogstede \| Hoogstede \| \| \| \| Hoogstede (geplant) \| \| \| \| \| Lee \| \| \| \| 54,2 \| Berge \| Berge \| \| \| 52,6 \| Strecke von Osterwald \| Strecke von Osterwald \| \| \| 52,6 \| Esche (Abzw) \| Esche (Abzw) \| \| \| 49,3 \| Veldhausen \| Veldhausen \| \| \| \| Vechte \| \| \| \| 46,7 \| Neuenhaus \| Neuenhaus \| \| \| 44,7 \| Neuenhaus Süd \| Neuenhaus Süd \| \| \| 42,4 \| Grasdorf \| Grasdorf \| \| \| \| B 403 \| \| \| \| 39,3 \| Frenswegen \| Frenswegen \| \| \| 36,9 \| Strecke von Nordhorn GIP \| Strecke von Nordhorn GIP \| \| \| 36 \| Nordhorn \| Nordhorn \| \| \| \| Nordhorn-Almelo-Kanal \| \| \| \| 34,4 \| Nordhorn-Blanke \| Nordhorn-Blanke \| \| \| 33,3 \| Nordhorn Süd \| Nordhorn Süd \| \| \| \| B 213 \| \| \| \| 30,8 \| Brandlecht \| Brandlecht \| \| \| \| B 403 \| \| \| \| 27 \| Hestrup \| Hestrup \| \| \| 25,3 \| Neerlage \| Neerlage \| \| \| \| A 30 \| \| \| \| 22,4 \| Quendorf Bedarfshalt, früher km 22,3 \| Quendorf Bedarfshalt, früher km 22,3 \| \| \| \| \| \| \| \| 20 \| Bad Bentheim Kurzentrum Bedarfshalt geplant \| Bad Bentheim Kurzentrum Bedarfshalt geplant \| \| \| \| \| \| \| \| \| von Salzbergen \| \| \| \| 18,7 \| Bad Bentheim Nord \| Bad Bentheim Nord \| \| \| \| B 403 \| \| \| \| \| Bad Bentheim \| \| \| \| \| nach Almelo \| \| \| \| 16,7 \| Bad Bentheim Süd \| Bad Bentheim Süd \| \| \| 13,6 \| Gildehaus \| Gildehaus \| \| \| 11,1 \| Achterberg \| Achterberg \| \| \| \| zum Bundeswehr-Materiallager Ochtrup \| \| \| \| \| \| \| \| \| 8,3 \| Bardel ggf. Neutrassierung näher an Ort, Kloster und Gymnasium \| Bardel ggf. Neutrassierung näher an Ort, Kloster und Gymnasium \| \| \| \| \| \| \| \| 5,4 \| Landesgrenze Nds / NRW \| Landesgrenze Nds / NRW \| \| \| 5,1 \| Driland \| Driland \| \| \| \| Neutrassierung weiter östlich \| \| \| \| 1,7 \| Bauverein überbaut \| Bauverein überbaut \| \| \| \| Strecke von Münster \| \| \| \| \| Gronau Ost möglicher neuer Haltepunkt[1] \| \| \| \| \| Strecke von Dortmund \| \| \| \| 0,3 \| Dinkel \| Dinkel \| \| \| \| Infrastrukturgrenze zur DB Netz \| \| \| \| 0,0 \| Gronau (Westf) \| Gronau (Westf) \| \| \| \| ehem. Strecke nach Oldenzaal (NL) \| \| \| \| \| Strecke nach Enschede (NL) \| \| \| \| \| \| \| \| Quellen: [2][3] \| \| \| \| |                               |                                                                |                                                                |
| |                               | Strecke von Emmen                                              |                                                                |
| Bahnhof | 76,1                          | Coevorden                                                      | Coevorden                                                      |
| |                               | Lutterhoofdwijk                                                |                                                                |
| Abzweig geradeaus und nach rechts |                               | Strecke nach Zwolle                                            | Strecke nach Zwolle                                            |
| Wechsel des Eisenbahninfrastrukturunternehmens | 75,6                          | Infrastrukturgrenze BE AG zu ProRail                           | Infrastrukturgrenze BE AG zu ProRail                           |
| |                               | Coevorden-Vechtkanaal                                          |                                                                |
| Abzweig geradeaus und von rechts |                               | Strecke nach Zwolle                                            | Strecke nach Zwolle                                            |
| Dienststation / Betriebs- oder Güterbahnhof | 75,1                          | Euroterminal                                                   | Euroterminal                                                   |
| Grenze | 74                            | Staatsgrenze NL – D                                            | Staatsgrenze NL – D                                            |
| Wechsel des Eisenbahninfrastrukturunternehmens | 73                            | Infrastrukturgrenze BE Netz GmbH zu BE AG                      | Infrastrukturgrenze BE Netz GmbH zu BE AG                      |
| Blockstelle | 73                            | Coevorden Vorbf                                                | Coevorden Vorbf                                                |
| Dienststation / Betriebs- oder Güterbahnhof | 71,3                          | Laarwald                                                       | Laarwald                                                       |
| ehemaliger Bahnhof | 68,3                          | Vorwald                                                        | Vorwald                                                        |
| Bahnübergang |                               | B 403                                                          | B 403                                                          |
| Dienststation / Betriebs- oder Güterbahnhof | 64,6                          | Emlichheim                                                     | Emlichheim                                                     |
| Abzweig geradeaus und nach links |                               | nach Emsland Stärke                                            | nach Emsland Stärke                                            |
| ehemaliger Haltepunkt / Haltestelle | 61,1                          | Klein-Ringe                                                    | Klein-Ringe                                                    |
| ehemaliger Bahnhof | 59,6                          | Groß-Ringe                                                     | Groß-Ringe                                                     |
| Dienststation / Betriebs- oder Güterbahnhof | 56,8                          | Hoogstede                                                      | Hoogstede                                                      |
| ehemaliger Haltepunkt / Haltestelle |                               | Hoogstede (geplant)                                            | Hoogstede (geplant)                                            |
| Brücke über Wasserlauf |                               | Lee                                                            | Lee                                                            |
| ehemaliger Haltepunkt / Haltestelle | 54,2                          | Berge                                                          | Berge                                                          |
| Abzweig geradeaus und von links | 52,6                          | Strecke von Osterwald                                          | Strecke von Osterwald                                          |
| Blockstelle | 52,6                          | Esche (Abzw)                                                   | Esche (Abzw)                                                   |
| Dienststation / Betriebs- oder Güterbahnhof | 49,3                          | Veldhausen                                                     | Veldhausen                                                     |
| Brücke über Wasserlauf |                               | Vechte                                                         | Vechte                                                         |
| Bahnhof | 46,7                          | Neuenhaus                                                      | Neuenhaus                                                      |
| Haltepunkt / Haltestelle | 44,7                          | Neuenhaus Süd                                                  | Neuenhaus Süd                                                  |
| ehemaliger Haltepunkt / Haltestelle | 42,4                          | Grasdorf                                                       | Grasdorf                                                       |
| Bahnübergang |                               | B 403                                                          | B 403                                                          |
| ehemaliger Haltepunkt / Haltestelle | 39,3                          | Frenswegen                                                     | Frenswegen                                                     |
| Abzweig geradeaus und von rechts | 36,9                          | Strecke von Nordhorn GIP                                       | Strecke von Nordhorn GIP                                       |
| Bahnhof | 36                            | Nordhorn                                                       | Nordhorn                                                       |
| Brücke über Wasserlauf |                               | Nordhorn-Almelo-Kanal                                          | Nordhorn-Almelo-Kanal                                          |
| Haltepunkt / Haltestelle | 34,4                          | Nordhorn-Blanke                                                | Nordhorn-Blanke                                                |
| Dienststation / Betriebs- oder Güterbahnhof | 33,3                          | Nordhorn Süd                                                   | Nordhorn Süd                                                   |
| Strecke mit Straßenbrücke |                               | B 213                                                          | B 213                                                          |
| ehemaliger Haltepunkt / Haltestelle | 30,8                          | Brandlecht                                                     | Brandlecht                                                     |
| Bahnübergang |                               | B 403                                                          | B 403                                                          |
| Dienststation / Betriebs- oder Güterbahnhof | 27                            | Hestrup                                                        | Hestrup                                                        |
| ehemaliger Haltepunkt / Haltestelle | 25,3                          | Neerlage                                                       | Neerlage                                                       |
| Strecke mit Straßenbrücke |                               | A 30                                                           | A 30                                                           |
| Haltepunkt / Haltestelle | 22,4                          | Quendorf Bedarfshalt, früher km 22,3                           | Quendorf Bedarfshalt, früher km 22,3                           |
| |                               |                                                                |                                                                |
| ehemaliger Haltepunkt / Haltestelle | 20                            | Bad Bentheim Kurzentrum Bedarfshalt geplant                    | Bad Bentheim Kurzentrum Bedarfshalt geplant                    |
| |                               |                                                                |                                                                |
| |                               | von Salzbergen                                                 |                                                                |
| Bahnhof | 18,7                          | Bad Bentheim Nord                                              | Bad Bentheim Nord                                              |
| |                               | B 403                                                          |                                                                |
| Strecke |                               | Bad Bentheim                                                   | Bad Bentheim                                                   |
| |                               | nach Almelo                                                    |                                                                |
| ehemaliger Bahnhof | 16,7                          | Bad Bentheim Süd                                               | Bad Bentheim Süd                                               |
| ehemaliger Bahnhof | 13,6                          | Gildehaus                                                      | Gildehaus                                                      |
| Dienststation / Betriebs- oder Güterbahnhof | 11,1                          | Achterberg                                                     | Achterberg                                                     |
| Abzweig ehemals geradeaus und nach links |                               | zum Bundeswehr-Materiallager Ochtrup                           | zum Bundeswehr-Materiallager Ochtrup                           |
| |                               |                                                                |                                                                |
| Bahnhof (Strecke außer Betrieb) | 8,3                           | Bardel ggf. Neutrassierung näher an Ort, Kloster und Gymnasium | Bardel ggf. Neutrassierung näher an Ort, Kloster und Gymnasium |
| |                               |                                                                |                                                                |
| Grenze (Strecke außer Betrieb) | 5,4                           | Landesgrenze Nds / NRW                                         | Landesgrenze Nds / NRW                                         |
| Haltepunkt / Haltestelle (Strecke außer Betrieb) | 5,1                           | Driland                                                        | Driland                                                        |
| |                               | Neutrassierung weiter östlich                                  |                                                                |
| Strecke | 1,7                           | Bauverein überbaut                                             | Bauverein überbaut                                             |
| |                               | Strecke von Münster                                            |                                                                |
| Haltepunkt / Haltestelle Streckenende |                               | Gronau Ost möglicher neuer Haltepunkt                          | Gronau Ost möglicher neuer Haltepunkt                          |
| Abzweig geradeaus und von links |                               | Strecke von Dortmund                                           | Strecke von Dortmund                                           |
| Brücke über Wasserlauf (Strecke außer Betrieb) · Brücke über Wasserlauf | 0,3                           | Dinkel                                                         | Dinkel                                                         |
| Wechsel des Eisenbahninfrastrukturunternehmens (Strecke außer Betrieb) · Strecke |                               | Infrastrukturgrenze zur DB Netz                                | Infrastrukturgrenze zur DB Netz                                |
| Bahnhof (Strecke außer Betrieb) · Bahnhof | 0,0                           | Gronau (Westf)                                                 | Gronau (Westf)                                                 |
| Strecke nach rechts (außer Betrieb) · Strecke |                               | ehem. Strecke nach Oldenzaal (NL)                              | ehem. Strecke nach Oldenzaal (NL)                              |
| |                               | Strecke nach Enschede (NL)                                     |                                                                |
| |                               |                                                                |                                                                |
| Quellen: |                               |                                                                |                                                                |

Die Bahnstrecke Gronau–Coevorden ist eine in Gronau im Nordwesten Nordrhein-Westfalens beginnende und im niederländischen Coevorden endende Bahnstrecke der Bentheimer Eisenbahn. In den 1980er Jahren blieb der Streckenabschnitt Gronau–Bad Bentheim ungenutzt und wurde teilweise zurückgebaut. Heute betreibt die Bentheimer Eisenbahn auf dem verbliebenen Streckenabschnitt Güterverkehr sowie im Personenverkehr die Linie RB 56 auf dem Abschnitt Bad Bentheim–Neuenhaus. Die Erweiterung dieser Linie bis Coevorden ist zum Fahrplanwechsel Ende 2026 vorgesehen, und ein Wiederaufbau in Richtung Gronau mit demselben Ziel wird geprüft.

## Geschichte
Von der Bahnstrecke Almelo–Salzbergen aus wurde ab 1895 in der Station Bentheim (seit 1979 Bad Bentheim) abzweigend zunächst eine normalspurige und eingleisige Strecke nach Norden in Richtung Nordhorn nach Neuenhaus errichtet. Diese wurde 1908 nach Süden in Richtung Gronau und 1911 nördlich nach Coevorden in den Niederlanden erweitert. Die Bentheimer Kreisbahn beförderte im Betriebsjahr 1896 bereits 72.425 Personen, 28.218 Tonnen Güter und 30.324 Tiere.

### Planungen zum Bau einer Bahnstrecke
Im Landkreis Grafschaft Bentheim wurden zunächst zwei Pläne für den Bau einer Bahnstrecke diskutiert. Einerseits bestand ein Konzept einer „Querbahn“, einer von Bremen über Lingen und Nordhorn nach Amsterdam zu bauenden Bahnlinie. Diese Idee fand insbesondere in der Stadt Nordhorn mit Bürgermeister van Delden große Zustimmung. Andererseits wurde über eine Bahnstrecke von Bentheim über Nordhorn und Neuenhaus nach Coevorden, die sog. „Längsbahn“, debattiert. Der Kreistag mit Landrat Kriege begrüßte diese Variante. Da die staatliche Ebene den Bau der Bahn von Bentheim bis Coevorden ablehnte, nahm sich der Kreis dieser Aufgabe an. Am 14. September 1892 beschloss der Kreistag den Bau einer Strecke von Neuenhaus nach Nordhorn zum Anschluss an die vorhandene Bahnstrecke Almelo–Salzbergen. Im Juni 1894 entschied man sich für einen Übergang der beiden Strecken im Bereich des bestehenden Bentheimer Bahnhofs.

### Erste Strecke von Bentheim nach Neuenhaus

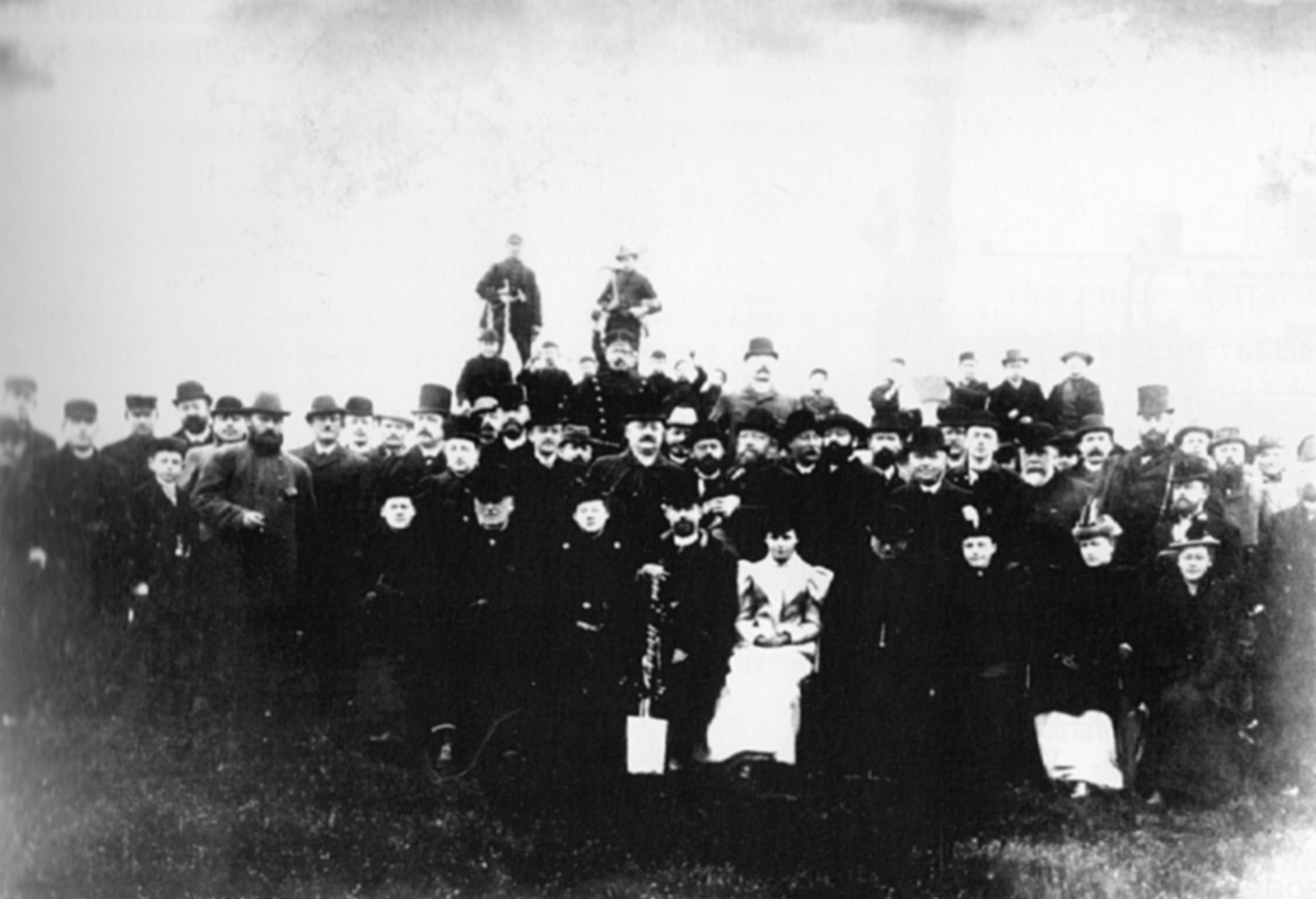
Gruppenfoto anlässlich des ersten Spatenstichs zum Bau der Strecke Bentheim–Neuenhaus am 14. März 1895

Der Landkreis erhielt am 16. Januar 1895 die Konzession durch den König von Preußen zum Bau der Strecke zwischen Bentheim und Neuenhaus. Der Bau wurde bereits wenige Monate später, am 14. März 1895, begonnen. Als erster Teil konnte der 17,58 Kilometer lange Abschnitt von Bentheim bis nach Nordhorn Anfang Dezember in Betrieb genommen werden. Dabei war zunächst geplant, den Güterverkehr ab dem 16. Dezember aufzunehmen; dies wurde jedoch kurze Zeit später auf den 1. Januar 1896 verschoben; der erste Personenzug fuhr am 1. März 1896. Ein erster Zug über die neu errichteten Gleise nach Neuenhaus fuhr am 25. März 1896. Mit einer Eröffnungsfahrt wurde der Streckenabschnitt am 14. April 1896 offiziell eingeweiht. Der Bürgermeister von Nordhorn war ein Befürworter der „Querbahn“ und blieb der Eröffnung aus Protest fern. Die Strecke erreichte damit eine Länge von 28,10 Kilometer. Eine Erweiterung von Neuenhaus in Richtung Coevorden sollte dann erfolgen, wenn ein wirtschaftlicher Betrieb der bestehenden Strecke Bentheim–Neuenhaus gewährleistet sein würde.

### Verlängerung der Bahn nach Gronau

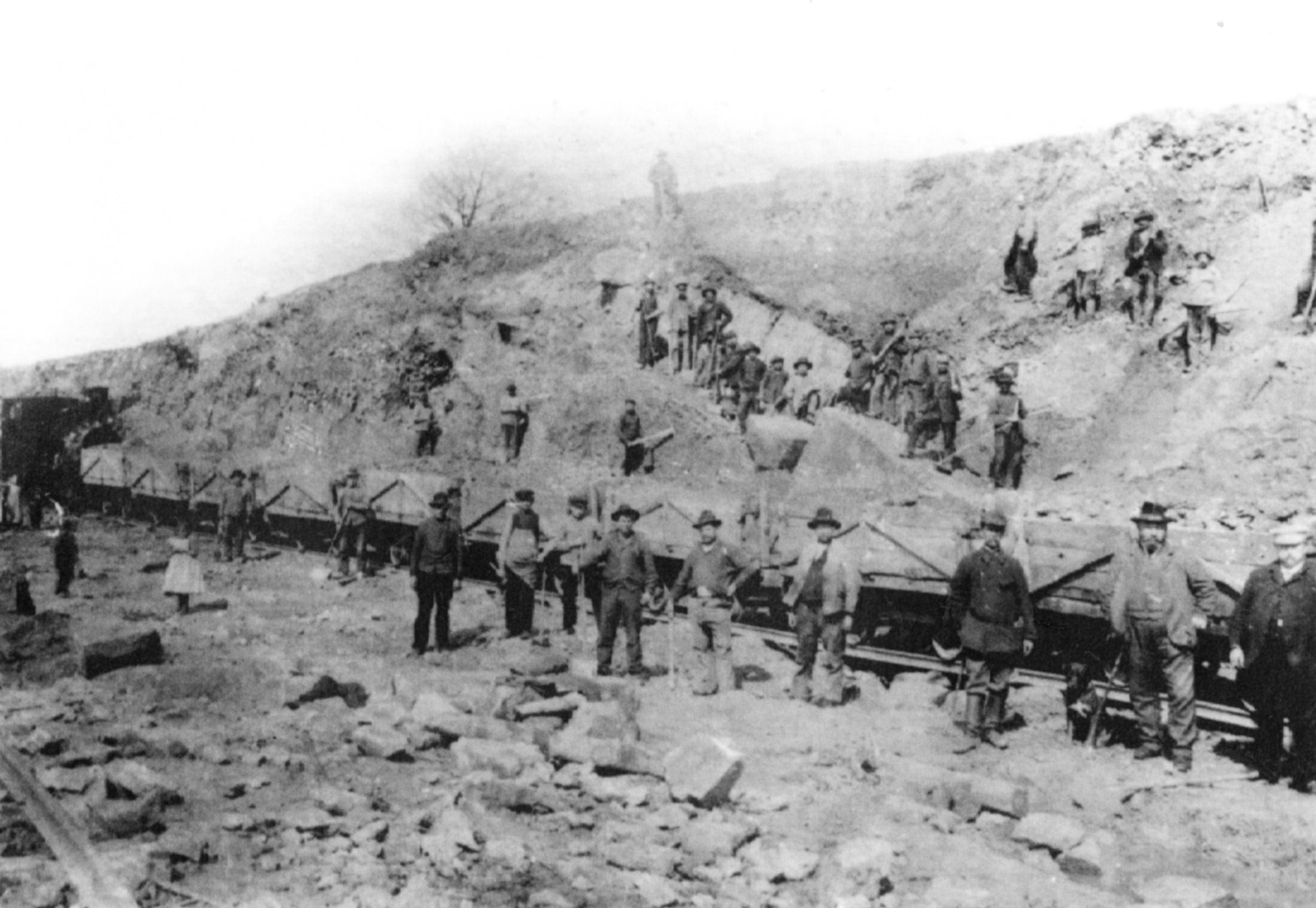
Gleisbauarbeiter beim Durchschnitt des Bentheimer Sandsteins in Gildehaus

Im Jahr 1903 begannen auf Betreiben der Stadt Gronau Überlegungen zum Bau einer Strecke zwischen Bentheim und Gronau mit zur Hauptbahn Münster–Enschede und zur Strecke nach Dortmund über Coesfeld. Die Konzession für ihre Errichtung wurde am 26. Mai 1906 erteilt und der Bau am 3. September 1906 begonnen. Die Arbeiten waren mit einigen Schwierigkeiten verbunden, denn es musste die Bahnstrecke Almelo–Salzbergen auf einer Brücke überquert, eine Vielzahl an Bahnübergängen in Gildehaus angelegt, ein Einschnitt durch den Gildehauser Berg geschaffen sowie ein Gefälle in Achterberg überwunden werden. Am 13. Juni 1908 wurde die knapp 19 Kilometer lange Verbindung fertiggestellt und am 20. Juni 1908 eröffnet. Der erste planmäßige Zug fuhr am darauf folgenden Tag.

### Grenzüberschreitende Erweiterung nach Coevorden

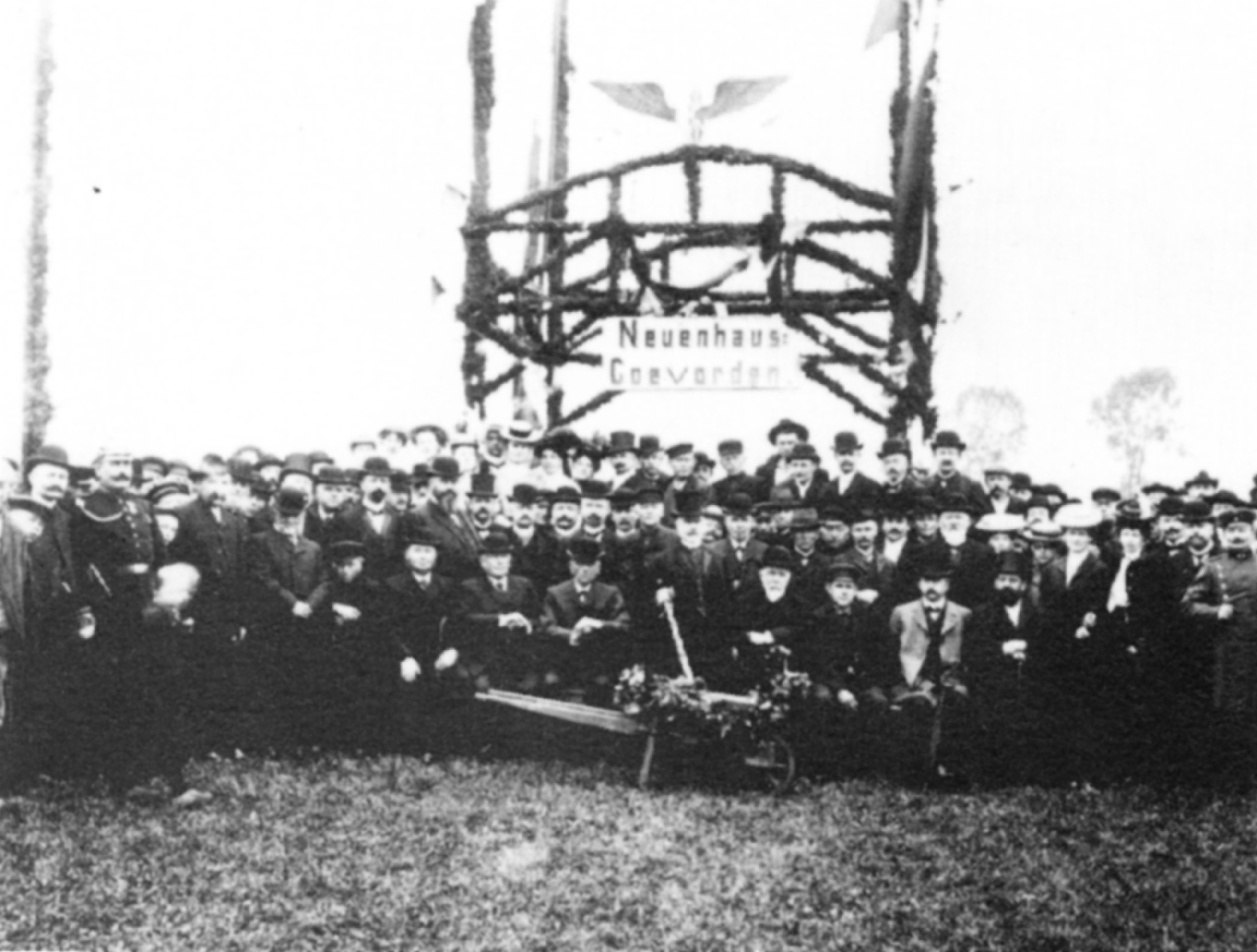
Gruppenfoto zum ersten Spatenstich des Streckenabschnitts am 21. September 1907

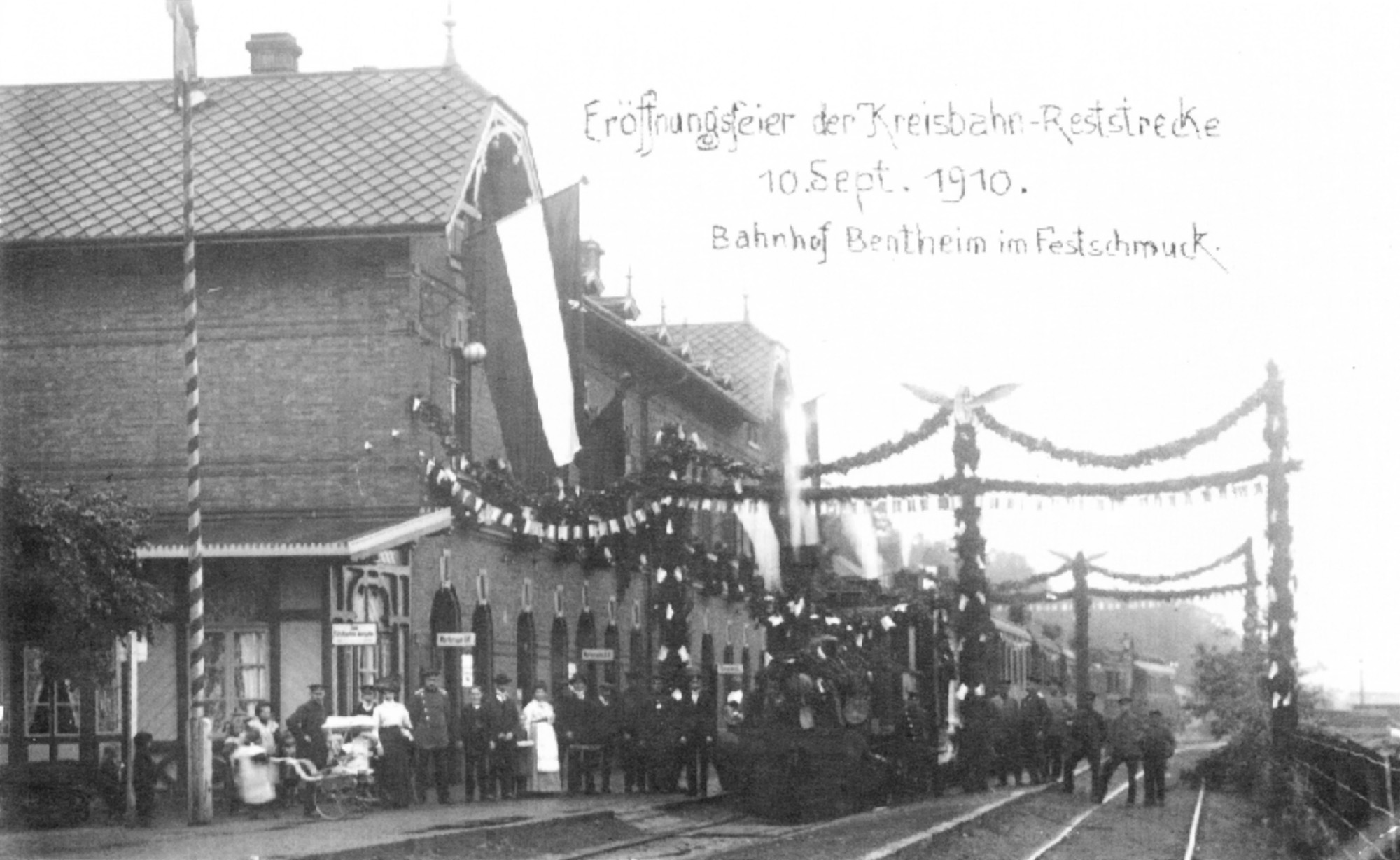
Festlich geschmückter Bahnhof Bentheim Nord zur Eröffnung am 10. September 1910

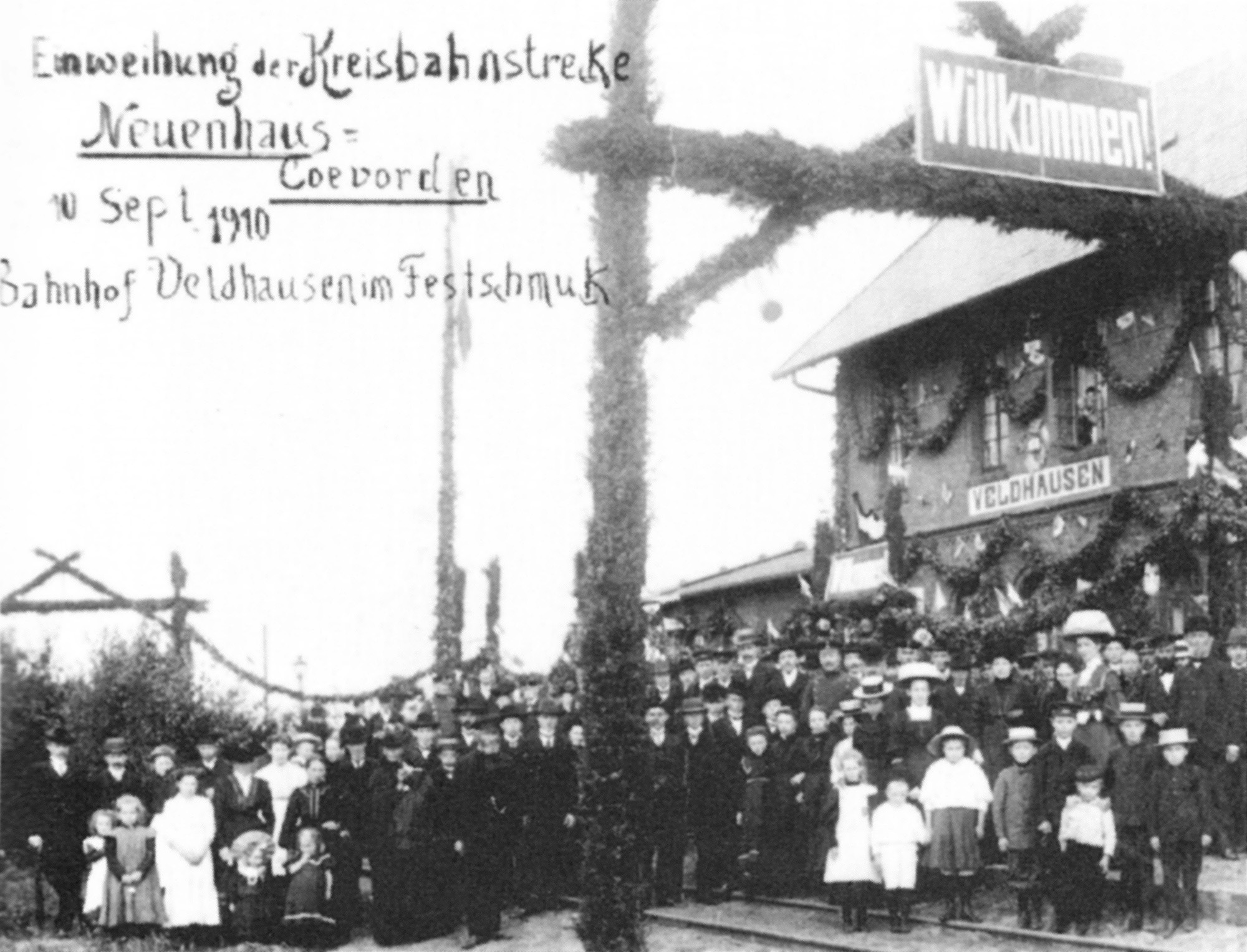
Einweihungsfeier des Streckenabschnitts am Bahnhof Veldhausen

Neben einer Verbindung nach Gronau im Süden sollte die Strecke auch nach Norden von Neuenhaus in Richtung Coevorden in den Niederlanden verlängert werden. Allerdings bestand Uneinigkeit über den Verlauf der Strecke, da sich sowohl Uelsen als auch Emlichheim für eine Anbindung ihrer Gemeinde einsetzten. Dabei sahen die Uelsener Befürworter einen Verlauf weiter über Hardenberg und die Emlichheimer Gruppe eine Weiterführung über Hoogstede vor. Für die Entscheidung wurde ein Komitee gegründet, welchem unter anderem Pastoren aus Emlichheim und Hoogstede sowie der Bürgermeister von Wilsum angehörten. Dieser Arbeitskreis berechnete die Kosten für eine Linienführung über Uelsen auf etwa 1,6 Millionen Mark, womit der Kostenaufwand für diese Variante höher als die Alternative über Emlichheim lag. Daher wurde eine Trassenführung entlang der Vechte über Veldhausen, Hoogstede und Emlichheim ins Auge gefasst. Der Kreistag billigte am 19. Dezember 1903 den Gleisbau nach Coevorden über Emlichheim. Auf deutscher Seite wurde die Konzession am 28. Juli 1906 erteilt, sodass der erste Spatenstich am 21. September 1907 gesetzt werden konnte.
Die Verlängerung auf niederländischer Seite war deutlich langwieriger. Es mussten hierzu Verhandlungen mit der Eigentümergesellschaft Noordoosterlocaalspoorweg-Maatschappij (NOLS) der niederländischen Bahnstrecke Zwolle–Stadskanaal und dem gegenwärtigen Betreiber Maatschappij tot Exploitatie van Staatsspoorwegen der dortigen Eisenbahn geführt werden. Dabei wurde vereinbart, dass der Streckenteil von Laarwald nach Coevorden durch die NOLS gebaut und an die Bentheimer Kreisbahn verpachtet werden sollte. Allerdings bedurfte der Bau einer grenzüberschreitenden Bahnstrecke auch der Zustimmung durch die niederländische Regierung. Dazu wurde am 23. Juli 1908 ein Staatsvertrag zwischen dem deutschen Kaiserreich und dem Königreich der Niederlande geschlossen. Die notwendigen Verträge mit den niederländischen Eisenbahnunternehmen wurden am 24. und 27. Juli 1908 unterzeichnet, und die Konzession durch die niederländische Regierung wurde am 10. Oktober 1908 erteilt. In Coevorden bestand noch weiter Anschluss an zwei schmalspurige Trambahnen, nämlich die Eerste Drentsche Stoomtramweg-Maatschappij (als Betreiberin der schmalspurigen Kleinbahn Coevorden – Schoonoord) und die Dedemsvaartsche Stoomtramweg-Maatschappij (als Betreiberin der schmalspurigen Kleinbahnen Zwolle – Coevorden und Coevorden – Ter Apel).
Wegen weiterer Verzögerungen auf niederländischer Seite entschied man sich, zunächst nur die knapp 18 Kilometer lange Bahnstrecke bis Emlichheim am 23. Dezember 1909 ohne Festlichkeiten für den Personenverkehr zu eröffnen. Als geplanter Termin für die Streckeneröffnung wurde der 1. September 1910 angesetzt, allerdings konnte dieser Termin nicht eingehalten werden. Die Strecke in die Niederlande wurde dann am 10. September 1910 offiziell eingeweiht, planmäßige Personenzüge fuhren bereits zwei Tage später bis Coevorden. Durch Probleme bei der Zollabfertigung konnten grenzüberschreitende Güterzüge jedoch erst ab dem 2. Januar 1911 verkehren. Das Streckennetz hatte damit eine Gesamtlänge von etwa 76 Kilometern erlangt. Entlang der gesamten Strecke bestanden im Jahr 1911 Gemeinschaftsbahnhöfe in Gronau und Coevorden und 11 weitere Bahnhöfe mit Bahnhofsgebäuden oder Wartehallen auf dem Gebiet des Landkreises Grafschaft Bentheim. Darüber hinaus gab es sechs Haltestellen und sechs Haltepunkte, die jeweils meist aus einer einfachen Wellblech-Wartehalle bestanden. Eigene Gleisanschlüsse für ansässige Unternehmen waren zu dieser Zeit ebenfalls in Gronau, Nordhorn, Frenswegen und Neuenhaus vorhanden.

### Erweiterungen durch Anschlussgleise

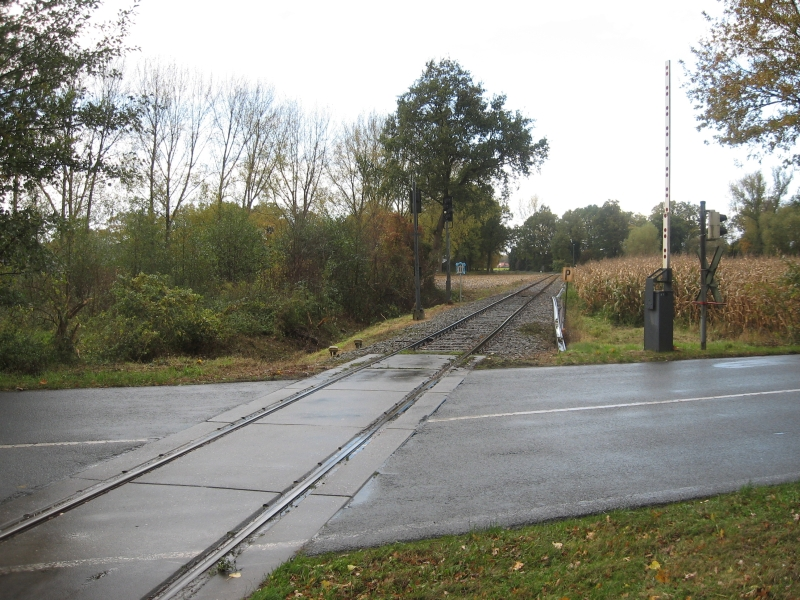
Bahnübergang und Gleisanlagen in Nordhorn (2008)

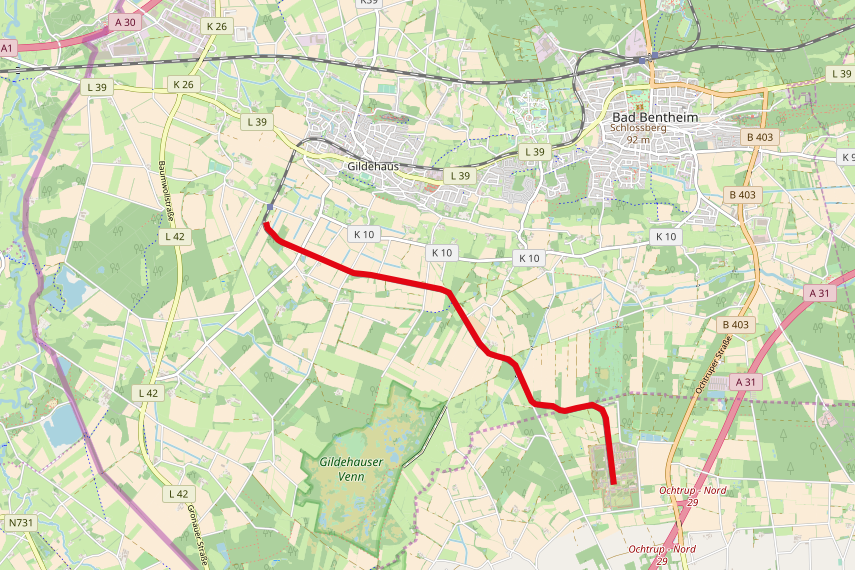
Karte der Neubaustrecke Ochtrup-Brechte – Achterberg (DB 9209)

Geringfügigen Zuwachs bekam das Netz noch durch einige Anschlussbahnen, die allein dem Güterverkehr dienen. Zum Anbindung des Hafens in Emlichheim am Coevorden-Piccardie-Kanal wurde im Jahr 1914 eine Anschlussstrecke gebaut, welche am 10. September 1928 vom Preußischen Staatsministerium genehmigt wurde. Die Gleisanlagen konnten nach den Bombardierungen im Zweiten Weltkrieg relativ schnell wieder aufgebaut werden, sodass der Zugverkehr schon im Juni 1945 teilweise anlief. Zum Abtransport von in Osterwald gefördertem Erdöl wurde im Mai 1949 mit dem Bau einer 3,9 Kilometer langen Anschlussbahn in Esche mit Mitteln der Erdölindustrie begonnen. Diese konnte als erste Bahnstrecke in der jungen Bundesrepublik im Dezember 1949 festgestellt werden. Später wurde über diese Strecke Erdöl aus Emlichheim zur von Osterwald nach Lingen führenden Pipeline befördert. Ebenso bekam der Gewerbe- und Industriepark (GIP) in Nordhorn 1977 ein eigenes drei Kilometer langes Anschlussgleis.
Die Strecke zwischen Gronau und Achterberg blieb nach der Einstellung des Personenverkehrs 1966 und des Güterverkehrs 1981 fortan ungenutzt. Die Bentheimer Eisenbahn sah sich daher gezwungen, den Streckenabschnitt abzubauen. Allerdings wollte man Gildehaus nicht gänzlich vom Verkehr abschneiden und sich die Möglichkeit offen halten, das Materialdepot der Bundeswehr in Ochtrup-Brechte mit einem Gleis an das Netz anzuschließen. Der Streckenabschnitt von Gronau bis Achterberg wurde daher 1983 entwidmet und zurückgebaut. Am 17. September 1986 wurde von diesem verbliebenen Stück in Achterberg nach längeren Verhandlungen mit den Wehrbereichsverwaltungen in Hannover und Düsseldorf der Gleisanschluss zum Materialdepot der Bundeswehr in Ochtrup-Brechte eröffnet. Die Strecke ist 8,3 Kilometer lang, wovon 5,75 Kilometer auf niedersächsischem Gebiet liegen (Streckennummer 9209).

## Betrieb bis 2018

### Personenverkehr von 1895 bis 1974

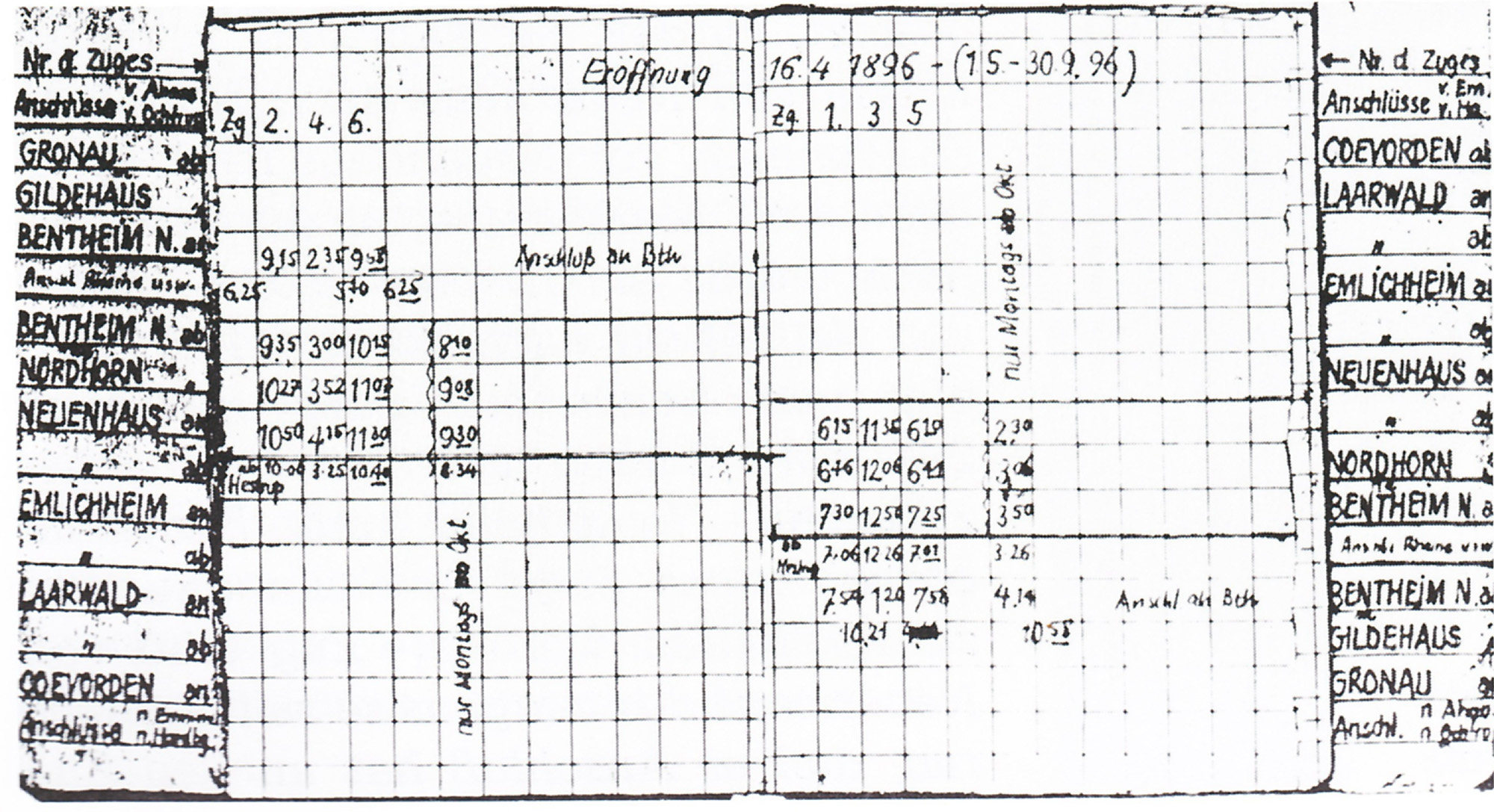
Der erste Fahrplan der Bentheimer Kreisbahn von 1896

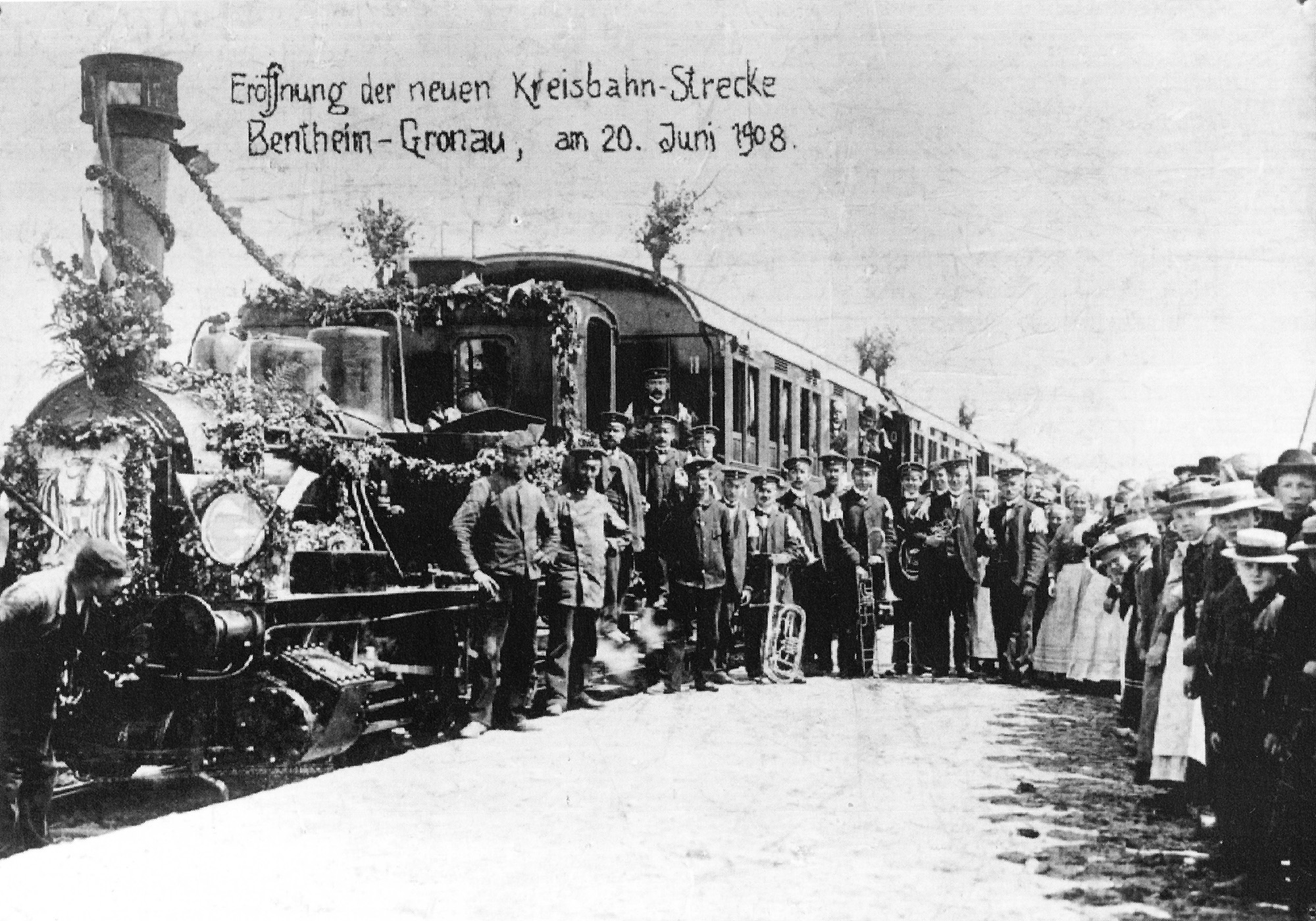
Eröffnung der Strecke Bentheim–Gronau am 20. Juni 1908

Der Schienenverkehr begann im Dezember 1895 zunächst von Bentheim bis Nordhorn. Nach Fertigstellung der Strecke Nordhorn–Neuenhaus wurde am 16. April 1896 der Regelbetrieb bis Neuenhaus mit täglich drei Zugpaaren aufgenommen. Die Fahrzeit zwischen Bentheim und Neuenhaus betrug 75 Minuten bei einer Höchstgeschwindigkeit von 30 km/h. Die Bentheimer Kreisbahn hatte zunächst drei Dampflokomotiven der Lokomotivfabrik Hohenzollern, drei Personenwagen, einen Packwagen, zwölf Güterwagen und einen Waggon zum Viehtransport in ihrem Bestand. Ab dem Sommerfahrplan 1897 fuhren täglich vier Zugpaare.
Vom 1. Mai 1906 an wurde die Zusammenstellung der Züge geändert. Wurden bisher Güterwagen gemeinsam mit den verkehrenden Personenzügen transportiert, sollten ab diesem Tag eigenständige Güterzüge laufen. Die Geschwindigkeit der Personenzüge konnte dadurch von 30 km/h auf 40 km/h erhöht werden.
Der planmäßige Personenverkehr zwischen Gronau und Neuenhaus startete am 21. Juni 1908. Mit zusätzlich neuangeschafften Lokomotiven konnte die Fahrzeit von Neuenhaus bis Bentheim auf 64 Minuten reduziert werden, während die Fahrt bis Gronau weitere 43 Minuten dauerte.
Während des Ersten Weltkriegs prägten Militärtransporte den Schienenverkehr. Der zivile Verkehr nach Fahrplan wurde nach der am 1. August 1914 befohlenen Mobilmachung innerhalb weniger Tage eingestellt. Auf der Strecke der Bentheimer Kreisbahn verkehrten ausschließlich Personenzüge mit den einberufenen Soldaten. Die Grenze bei Coevorden wurde zunächst geschlossen, jedoch bereits am 4. August 1914 wieder für einen eingeschränkten Verkehr geöffnet. Ebenfalls wurde die Strecke zwischen Gronau und Bardel gesperrt. Einige wenige zivile, jedoch stark überfüllte Personenzüge fuhren ab September 1914 wieder zwischen Gronau und Neuenhaus.
Nach dem Ersten Weltkrieg war die Bahnstrecke zunächst in einem schlechten Zustand. Die anschließenden Erneuerungen des Oberbaus und die Anlage eines Schotterbettes ließen zu, dass im Jahr 1927 die Genehmigung für die Steigerung der Maximalgeschwindigkeit der Personenzüge auf 50 km/h erteilt wurde. Diese galt zunächst zwischen Bentheim und Neuenhaus und im darauf folgenden Jahr auf der gesamten Strecke. Die Fahrzeit von Gronau bis Coevorden konnte damit von fünf auf drei Stunden reduziert werden. So wurden werktäglich vier Zugpaare und sonntags sieben Zugpaare eingesetzt. Ab 1930 wurden die Fahrten zwischen Bentheim und Neuenhaus von vier auf sieben Züge erhöht, die dabei mit dem anlaufenden Busverkehr vernetzt wurden.
Im Jahr 1933 erwarb die Bentheimer Eisenbahn als erste Privatbahn im Deutschen Reich einen Wismarer Schienenbus. Die Anzahl der verkehrenden Züge zwischen Bentheim und Nordhorn wurde dadurch auf insgesamt neun im Jahr 1933 gesteigert. Im Jahr 1939 wurden insgesamt 654.234 Personen befördert. Zwischen Bentheim und Gronau fuhren werktags drei Dampfzüge und ein Schienenbus in jede Richtung. An Sonntagen verkehrten sieben mit Dampflokomotiven bespannte Zugpaare. Auf der Strecke Bentheim–Neuenhaus waren an Werktagen sieben Dampfzugpaare und ein Triebwagenpaar eingesetzt, sonntags verkehrten dort acht Dampfzugpaare. Grenzüberschreitend von Neuenhaus nach Coevorden fuhren werktags drei mit Dampflokomotiven bespannte Züge und ein Triebwagen sowie an Sonntagen vier Zugpaare mit Dampftraktion in jede Richtung.
Mit Beginn des Zweiten Weltkriegs wurde der Personenverkehr nach Coevorden auf ein werktägliches Zugpaar reduziert und zum 1. September 1939 vollständig eingestellt. In den Kriegsjahren 1939 bis 1943 fuhr, bedingt durch Kraftstoffmangel, nur noch ein Zugpaar zwischen Bentheim und Neuenhaus, im folgenden Jahr wurde der fahrplanmäßige Personenverkehr ganz eingestellt. Fortan dominierten vor allem Wehrmachtstransporte die Bahnstrecke. Der Zugverkehr konnte insgesamt nur noch in geringem Umfang durchgeführt werden, da die Strecke immer wieder Ziel von Fliegerangriffen war. Da deutsche Truppen die Drehbrücke bei Coevorden vor dem Kriegsende gesprengt hatten, ruhte fortan der grenzüberschreitende Güterverkehr.
Nach dem Einzug der Alliierten im April 1945 wurde der Bahnverkehr zunächst komplett eingestellt. Die Leitung der Bentheimer Eisenbahn konnte jedoch den Abtransport von Lokomotiven und Waggons durch die Alliierten verhindern, sodass der Verkehr schon im Juni 1945 wieder teilweise und bis Ende des Jahres vollständig aufgenommen werden konnte. Insbesondere der Personenverkehr war mit stark überfüllten Zügen durch Menschen geprägt, die aus den Städten zur Lebensmittelversorgung in die Dörfer fuhren.
Bis in die 1950er Jahre war der Personenverkehr durch Fahrgäste mit ermäßigten Fahrkarten geprägt, die einen wirtschaftlichen Betrieb nicht gewährleisten konnten. Man entschied sich deshalb 1952, zur Aufwertung des Verkehrs und Betriebskostensenkung den Fahrzeugpark zu modernisieren. Der Personenverkehr wurde, bis auf eine Dampftraktion, komplett auf Triebwagen umgestellt. Mit dem Sommerfahrplan 1953 war erstmals eine durchgehende Verbindung auf der Strecke der Bundesbahn nach Rheine mit Übergang zu den Zügen nach Osnabrück und Münster realisiert. Ebenfalls wurde ein Kurswagen aus Neuenhaus in Bentheim in den Eilzug nach Hannover eingegliedert. Darüber hinaus befuhren Triebzüge der Bundesbahn die Strecke der Bentheimer Eisenbahn mit dem Grenzland-Express von Bentheim über Gronau nach Düsseldorf.
Im Personenverkehr entschied man sich Anfang der 1960er Jahre für die kostengünstigere Beförderung mit dem Bus und reduzierte den Betrieb auf der Schiene sukzessive. Der Schüler- und Berufsverkehr, vor allem aus der Obergrafschaft und der Niedergrafschaft nach Nordhorn, musste zunächst wegen der hohen Fahrgastzahlen weiterhin auf der Schiene abgewickelt werden. Zwischen Gildehaus und Gronau wurde der Personenverkehr mit dem Fahrplanwechsel im Sommer 1966 komplett eingestellt. Gleichzeitig endete auch der Schienenpersonenverkehr auf der weiteren Strecke an Sonn- und Feiertagen. Planmäßige Personenzüge fuhren noch bis zum 25. Mai 1974. An deren Stelle traten nun die unternehmenseigenen Omnibuslinien.

### Güterverkehr
Im ersten Betriebsjahr beförderte die Bentheimer Kreisbahn 28.218 Tonnen Güter und 30.324 Tiere. Seit 1906 verkehren eigenständige Güterzüge. Diese liefen jeweils von Bentheim Nord nach Gronau und von Bentheim Nord nach Neuenhaus und zurück. Bis 1911 wuchs der Güterverkehr auf 155.061 Tonnen Fracht und 132.054 Tiere.
Obwohl der grenzüberschreitende Personenverkehr nach Coevorden im Ersten Weltkrieg eingestellt wurde, stieg der Güterverkehr weiter an. Während des Kriegs mussten militärische Transporte, welche aus Norddeutschland in das Ruhrgebiet liefen, auf dem Streckenabschnitt Bentheim–Gronau unentgeltlich übernommen werden. Nach dem Krieg war die Infrastruktur in schlechtem Zustand. Um den Schienenverkehr überhaupt zu ermöglichen, wurden Personen- und Güterzüge zusammengefasst. Die wirtschaftliche Situation verbesserte sich durch neue Aufträge für Gütertransporte aus den Niederlanden. Die Verkehrsleistung konnte daraufhin im Jahr 1922 auf 325.511 Tonnen Güter gesteigert werden.
Kurzzeitig profitierte die Bentheimer Eisenbahn von der 1936 begonnenen Kultivierung des Emslandes durch den Reichsarbeitsdienst bis zu dessen Abzug im Mai 1938. Die Verkehrsleistung lag 1939 bei rund 310.900 Tonnen Fracht und 91.101 Stück Vieh. Der Güterverkehr auf der gesamten Strecke wurde dabei mit einem Güterzug von Gronau nach Coevorden und umgekehrt abgewickelt.

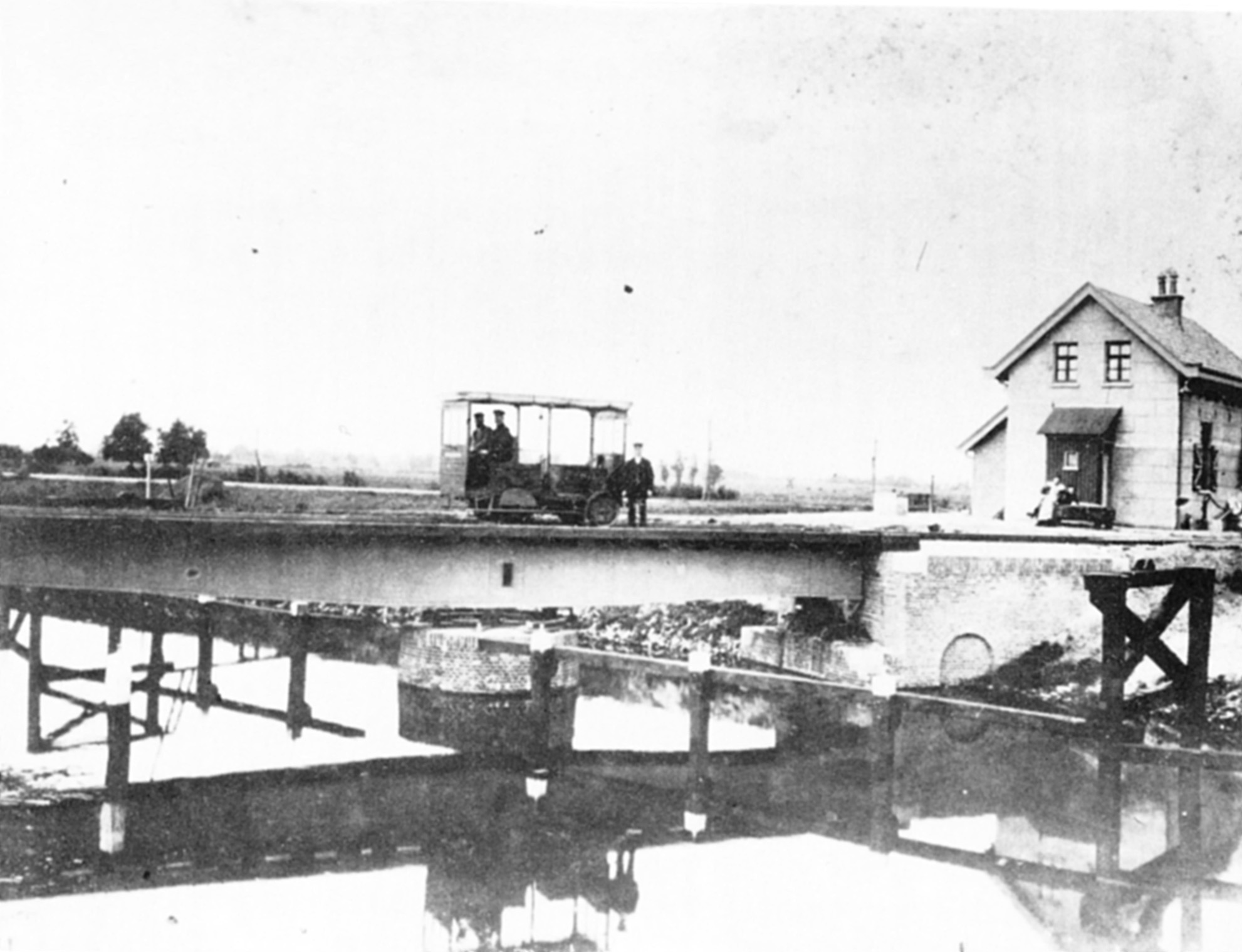
Die Drehbrücke in Coevorden im Jahr 1910 kurz vor der Streckeneröffnung

Mit Beginn des Zweiten Weltkriegs wurde der mittlerweile ohnehin reduzierte grenzüberschreitende Personenverkehr in die Niederlande komplett eingestellt und bis 1945 nur zeitweise wieder aufgenommen. Durch die Erschließung und Förderung von Erdöl in der Niedergrafschaft ab 1944 eröffnete sich eine neue Transportaufgabe. Das Erdöl aus der Niedergrafschaft wurde zur Übergabe an die Reichsbahn nach Bentheim transportiert. Der Güterverkehr war nach dem Krieg fortwährend stark durch die weiter zunehmende Erdölförderung bestimmt. Da die kurz vor Kriegsende gesprengte Drehbrücke bei Coevorden noch nicht wiederhergestellt war, fehlten diese vor Kriegsbeginn wichtigen Transporte. Nach längeren Verhandlungen mit der niederländischen Seite wurden eine Brücke über den Kanal und die abgebauten Gleise zum Bahnhof Coevorden durch die Bentheimer Eisenbahn neu angelegt. Der grenzüberschreitende Güterverkehr konnte daher am 15. Januar 1951 wieder aufgenommen werden. Eine Pipeline von Osterwald zur Raffinerie in Lingen wurde 1953 in Betrieb genommen, durch welche das bisher mit der Bahn beförderte Erdöl gepumpt wurde. Erhalten werden konnte der Bahnverkehr mit gefördertem Erdöl auf der Strecke Emlichheim–Osterwald. Der Transport des Erdöls machte einen großen Anteil am Güteraufkommen aus. Im Jahr 1963 wurden rund 600.000 Tonnen befördert, die damit zwei Drittel der gesamten Gütermenge von 900.000 Tonnen betrugen. Nachdem bereits eine Ölleitung von Osterwald nach Lingen bestand und Einbußen im Öltransport bewirkte, musste sich die Bentheimer Eisenbahn auf weitere Verluste einstellen. Im Jahr 1958 wurde die Pipeline „Nord-West-Oelleitung“ von Wilhelmshaven nach Köln in Betrieb genommen. An diese Leitung wurde 1964 auch eine Zweigleitung von Osterwald angeschlossen, wodurch ein Großteil der Öltransporte entfiel. Mit stark reduzierten Tarifen zur Beförderung des Erdöls konnte sich die Bentheimer Eisenbahn weiterhin den Transport von Emlichheim nach Osterwald über die Schiene sichern. Der letzte überregionale Erdölzug verließ am 2. September 1964 in Gronau das Schienennetz der Bentheimer Eisenbahn, wo die Kesselwaggons an die Bundesbahn übergeben wurden. Die Beförderungsleistung im Güterverkehr sank damit im Jahr 1964 auf 660.000 Tonnen.
In den 1970er Jahren sank das Güteraufkommen auf 466.000 Tonnen im Jahr 1971 und weiter auf 378.000 Tonnen im Jahr 1979. Die Bentheimer Eisenbahn wies in diesen Jahren negative Bilanzen auf und hatte große Schwierigkeiten, neue rentable Transportaufgaben zu finden. Veränderungen der Bundesbahn im Stückgut-Verkehr ermöglichten eine neue Transportaufgabe für die Bentheimer Eisenbahn. So wurde die Zustellung von Stückgut zu den Bahnhöfen Schüttorf, Bad Bentheim und Gildehaus vom Knotenbahnhof in Rheine übernommen. Allerdings stellte die Bundesbahn ab dem 1. Januar 1976 die Belieferung mit Stückgut in der Niedergrafschaft ein, sodass der Bahnhof Nordhorn dazu als Güterbahnhof genutzt werden musste. Zuvor war in Nordhorn am 1. November 1975 ein Containerumschlagplatz eröffnet worden. Dennoch führten diese Maßnahmen zunächst nicht zu einer Verbesserung der finanziellen Lage der Bentheimer Eisenbahn.
Schwarze Zahlen konnte die Bentheimer Eisenbahn mithilfe von Umstrukturierungen erstmals wieder im Jahr 1978 schreiben. Der Durchgangsverkehr in die Niederlande mit Stärke, Weizenmehl und Kartoffeln sowie die Beförderung von Zement aus Westfalen zum Umladebahnhof Laarwald nahmen nach 1980 einen erheblichen Umfang an. Allerdings veränderte die Bundesbahn ihre Logistik und löste den Bahnhof Gronau als Knotenpunktbahnhof auf. Güterwagen wurden nur noch im Bahnhof Bad Bentheim übergeben. Damit endete am 25. September 1981 der Güterverkehr auf dem Abschnitt Bad Bentheim–Gronau. Dennoch wurden im Jahr 1982 rund 640.000 Tonnen Fracht transportiert, was einen Rekordwert für die vorausgegangenen Jahre darstellte. Am 28. November 1986 konnte der Transport von insgesamt 1.000.000 Tonnen Zement seit September 1979 verzeichnet werden. Zum Jahr 1990 übernahm die Bentheimer Eisenbahn über den Stückgutverkehr vom Knotenbahnhof Rheine in den Landkreis Grafschaft Bentheim hinaus auch den Verkehr in den Altkreis Lingen von der Bundesbahn. Die Beförderungsmenge von Gütern stieg im Jahr 1990 auf 688.100 Tonnen an, dabei machte der Güterbahnhof in Coevorden einen Anteil von 27 % aus.
Im Jahr 2011 belief sich das Gütertransportaufkommen auf rund 1,15 Millionen Tonnen, etwa 70 % des Volumens wird dabei im grenzüberschreitenden Industriegebiet Europark zwischen Laar und Coevorden generiert. Im Jahr 2016 lag das Tonnageaufkommen bei 1.113.029 Tonnen. Schwerpunkte im Güterverkehr der Bentheimer Eisenbahn sind Sand- und Kiestransporte, Agrarprodukte, Erdöltransporte, Torftransporte, Stahltransporte, Tierfutter und Sendungen im Kombinierten Verkehr.

## Reaktivierung für den Personenverkehr

### Seit 2019: Bad Bentheim–Nordhorn–Neuenhaus

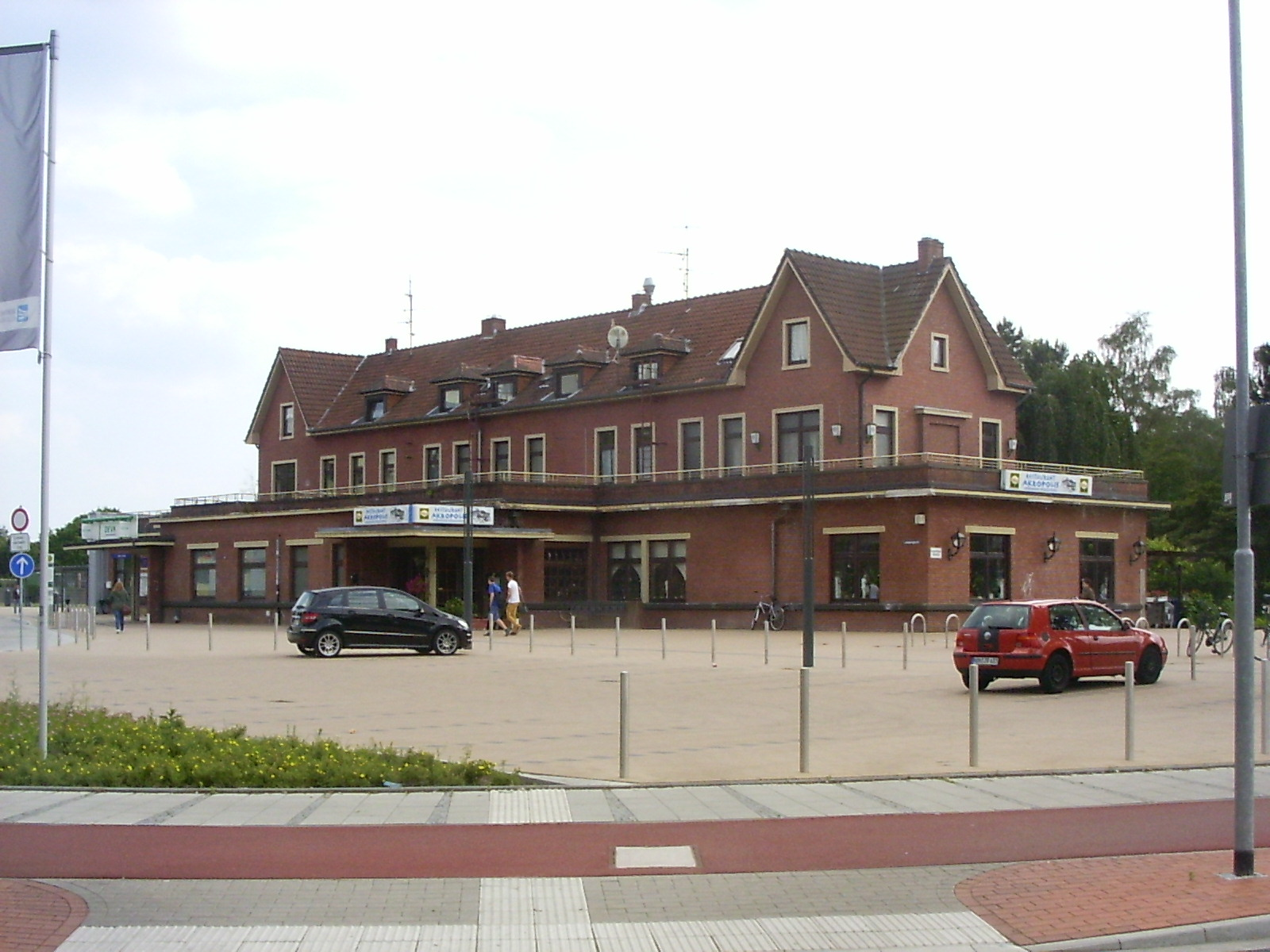
Bahnhofsgebäude Nordhorn (2014)

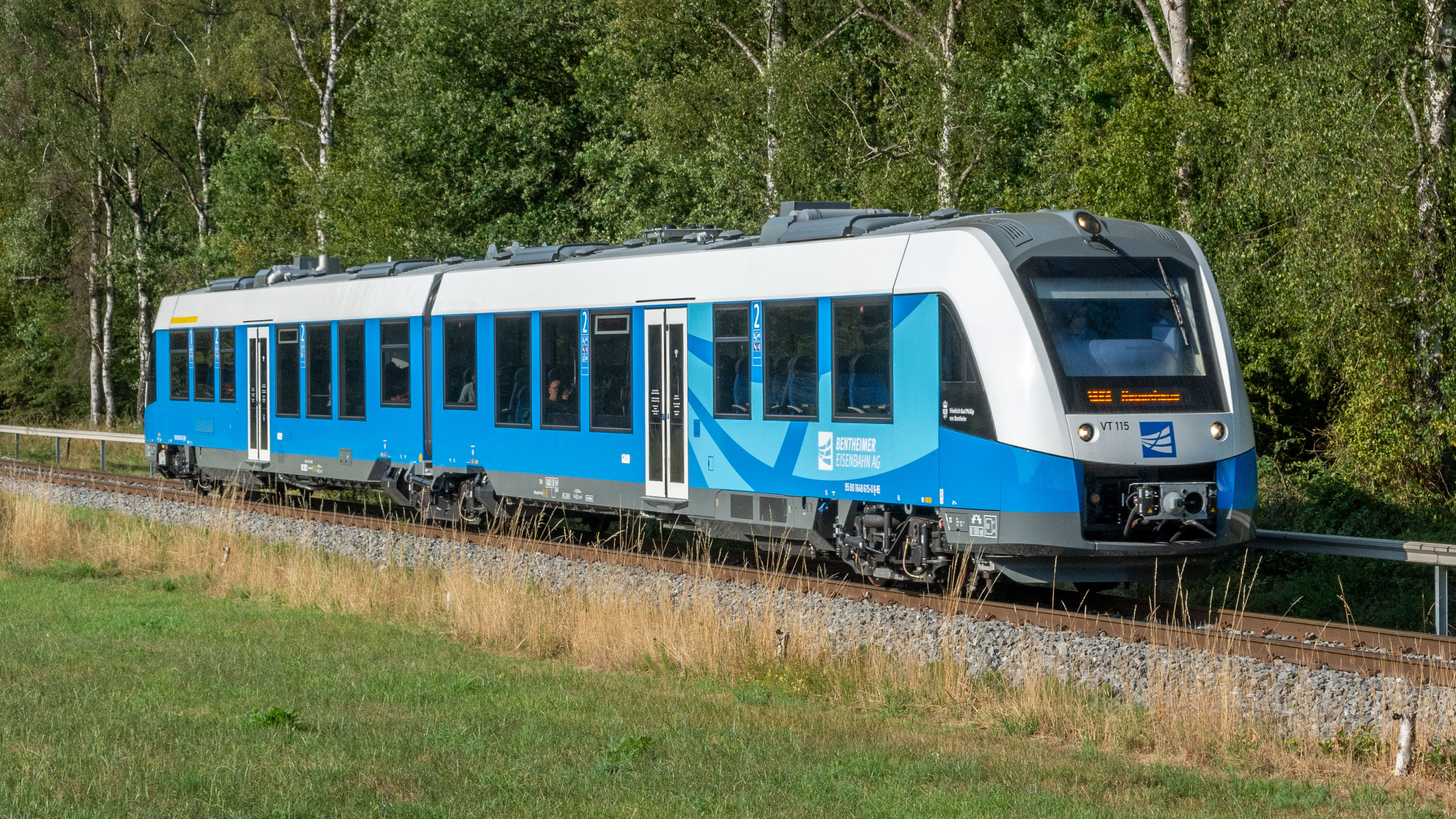
Triebwagen VT115 als RB 56

In den 1990er Jahren wurden erste Überlegungen zur Reaktivierung des Personenverkehrs auf dem Gebiet des Landkreises Grafschaft Bentheim angestellt. Der zum Zweck von Bahnstrecken in Niedersachsen eingesetzte Lenkungsausschuss stimmte dann im März 2015 zu, dass der Streckenabschnitt Neuenhaus – Bad Bentheim für den SPNV reaktiviert wird. Dabei wurden folgende Haltepunkte und Bahnhöfe festgelegt: Bad Bentheim – Quendorf – Nordhorn-Blanke – Nordhorn – Neuenhaus Süd – Neuenhaus; Quendorf wird dabei als Bedarfshaltepunkt angesteuert. Es ist geplant, einen weiteren Bedarfshaltepunkt am Kurbad in Bad Bentheim zeitnah in die Verbindung zu integrieren. Die notwendigen Investitionen wurden zu 75 % vom Land Niedersachsen getragen. Zunächst war eine Wiederaufnahme für den Dezember 2017 geplant und später für den 7. Dezember 2018 vorgesehen. Das für die Arbeiten an den Gleisanlagen nötige Planfeststellungsverfahren wurde am 17. Oktober 2017 eingeleitet. Im Juni 2018 wurde bekannt, dass der Starttermin für die Verbindung durch die Prüfung von Einwendungen im Rahmen des Verfahrens nicht eingehalten werden konnte. Der Planfeststellungsbeschluss erfolgte am 11. Dezember 2018 und wurde am 22. Februar 2019 rechtskräftig, da innerhalb der Frist keine Klagen erhoben wurden. Ab Mai 2019 startete ein Probebetrieb unter Realbedingungen. Die Aufnahme des planmäßigen Personenverkehrs erfolgte am 7. Juli 2019. Zusammen mit dem niedersächsischen Verkehrsminister Bernd Althusmann wurde die Strecke am 10. Juli 2019 im Nachhinein offiziell freigegeben.
Die Streckeninfrastruktur zwischen Bad Bentheim und Neuenhaus wurde für eine Geschwindigkeit von 80 km/h ertüchtigt. Dazu wurden die Gleisanlagen und die Signaltechnik erneuert sowie die Bahnübergänge auf dem Abschnitt mit Lichtzeichen und teilweise mit Schrankenanlagen technisch gesichert. Ebenso wurden zwei Kreuzungsbereiche an der Anschlussstelle Hestrup und am Betriebsbahnhof Nordhorn Süd für die planmäßige Begegnung von Zügen hergestellt. Die Bahnhöfe in Bad Bentheim, Nordhorn sowie Neuenhaus wurden renoviert und darüber hinaus wurden neue Haltepunkte in Quendorf, Nordhorn-Blanke und Neuenhaus Süd errichtet. In Neuenhaus und Bad Bentheim sind die barrierefrei umgebauten Bahnhofsgebäude am 30. November 2018 und am 7. Dezember fertiggestellt worden. Der Haltepunkt Nordhorn-Blanke wurde am 4. März 2019 und der Haltepunkt Neuenhaus Süd am 23. April fertiggestellt. Die Fertigstellung der Haltestelle in Quendorf war für Mitte Mai 2019 geplant, allerdings ist die Gestaltung des Bahnhofsumfelds noch offen. Im Bahnhof Nordhorn wurde ein teilüberdachter 110 Meter langer Mittelbahnsteig errichtet, an welchem die Züge aus beiden Richtungen halten. Ebenfalls wurde die zweigleisige Eisenbahnwerkstatt in Nordhorn für rund 5 Millionen Euro bis Mitte 2019 auf voller Breite von 34 Meter auf über 60 Meter Länge erweitert. Die Gesamtplanung zur Reaktivierung des SPNV wurde einer Ingenieurgesellschaft aus Nordhorn übertragen. Die Strecke und alle Anlagen sollten bis Anfang Juni 2019 fertiggestellt sein, die Umgestaltung des Nordhorner Bahnhofsgebäudes hingegen war erst mit seiner Wiedereröffnung am 25. November 2022 abgeschlossen.
Der im März 2018 unterzeichnete Realisierungs- und Finanzierungsvertrag mit der Landesnahverkehrsgesellschaft Niedersachsen (LNVG) sichert eine Bedienung der Strecke für die nächsten 20 Jahre. Die Bentheimer Eisenbahn hatte im März 2016 per Direktvergabe den Auftrag für den vorgesehenen Betrieb ab Dezember 2018 für drei Jahre bekommen. Der Betrieb auf der Strecke wird durch Triebfahrzeuge vom Typ LINT-41, teilweise in Doppeltraktion, abgewickelt. Hierfür hat die Bentheimer Eisenbahn AG im Januar 2017 fünf dieser Fahrzeuge für rund 20 Millionen Euro bestellt. Die Bahnverbindung trägt die Liniennummer RB 56.

### Geplant ab 2026: Neuenhaus–Coevorden

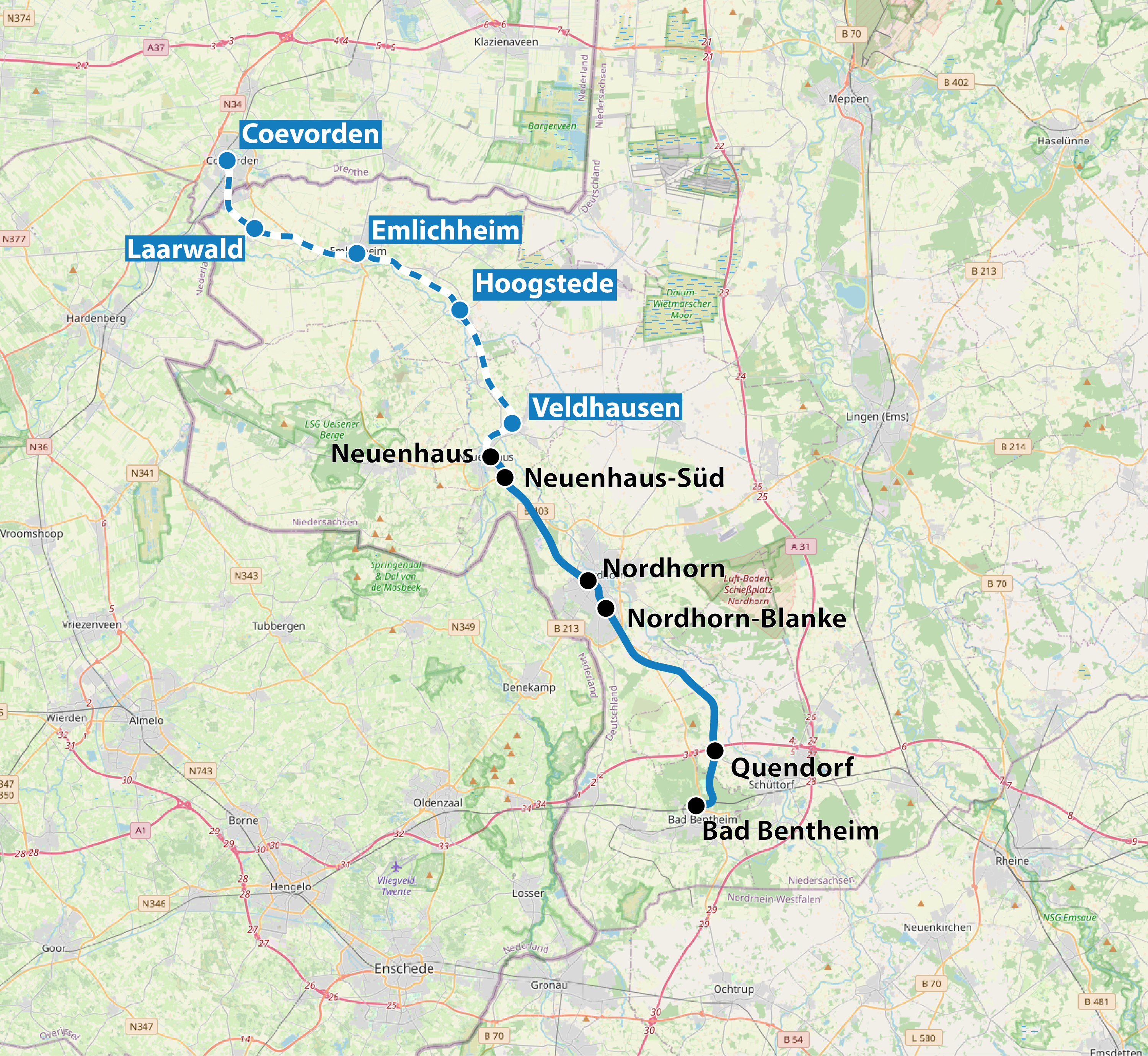
Karte der geplanten Streckenreaktivierung zwischen Neuenhaus und Coevorden

Es existieren bereits konkrete Planungen, den SPNV im weiteren Streckenverlauf von Neuenhaus über Veldhausen, Hoogstede und Emlichheim auf deutscher Seite sowie über den niederländischen Abschnitt mit Stationen in Coevorden und Nieuw-Amsterdam nach Emmen zu verlängern. Hierzu hat das Verkehrsministerium von Niedersachsen im Februar 2024 den „vorzeitigen Maßnahmenbeginn“ genehmigt.
Eine Studie des CIMA-Instituts für Regionalwirtschaft GmbH im Auftrag der Bentheimer Eisenbahn AG, des Landkreises Grafschaft Bentheim und der Provinz Drenthe rechnet mit circa 1530 Fahrgästen pro Tag. In einer Erklärung werben die anliegenden Kommunen sowie der Landkreis Grafschaft Bentheim und die Provinz Drenthe für eine Schienenverbindung von Rheine über Schüttorf und Bad Bentheim sowie weiter über das Streckennetz der Bentheimer Eisenbahn bis nach Emmen. Unter dem Namen „ECER 2025“ strebt diese Initiative einen Start der Verbindung Emmen – Coevorden – Nordhorn – Rheine ab 2025 an; die offizielle gemeinsame Absichtserklärung wurde am 26. September 2022 unterzeichnet. Ende April 2023 gab die LNVG bekannt, dass sie ab dem 14. Juni 2026 den SPNV bis Emlichheim sowie ab Dezember 2026 bis Coevorden in Auftrag geben will, letzteres zusammen mit der niederländischen Provinz Drenthe. Darüber hinaus bestehen Planungen, die Strecke ab Bad Bentheim zumindest bis Nordhorn zu elektrifizieren. Im April 2024 wurde die Finanzierung des Abschnitts bekanntgegeben. Von den veranschlagten 34 Mio. € wird der Bund 90 % (22,7 Mio. €) übernehmen, das Land Niedersachsen hatte zuvor schon eine Zusage über 2,2 Mio. € gegeben. Die Eröffnung der Teilstrecke ist für Ende 2026 geplant.

### Machbarkeitsstudie 2022: Bad Bentheim–Gronau

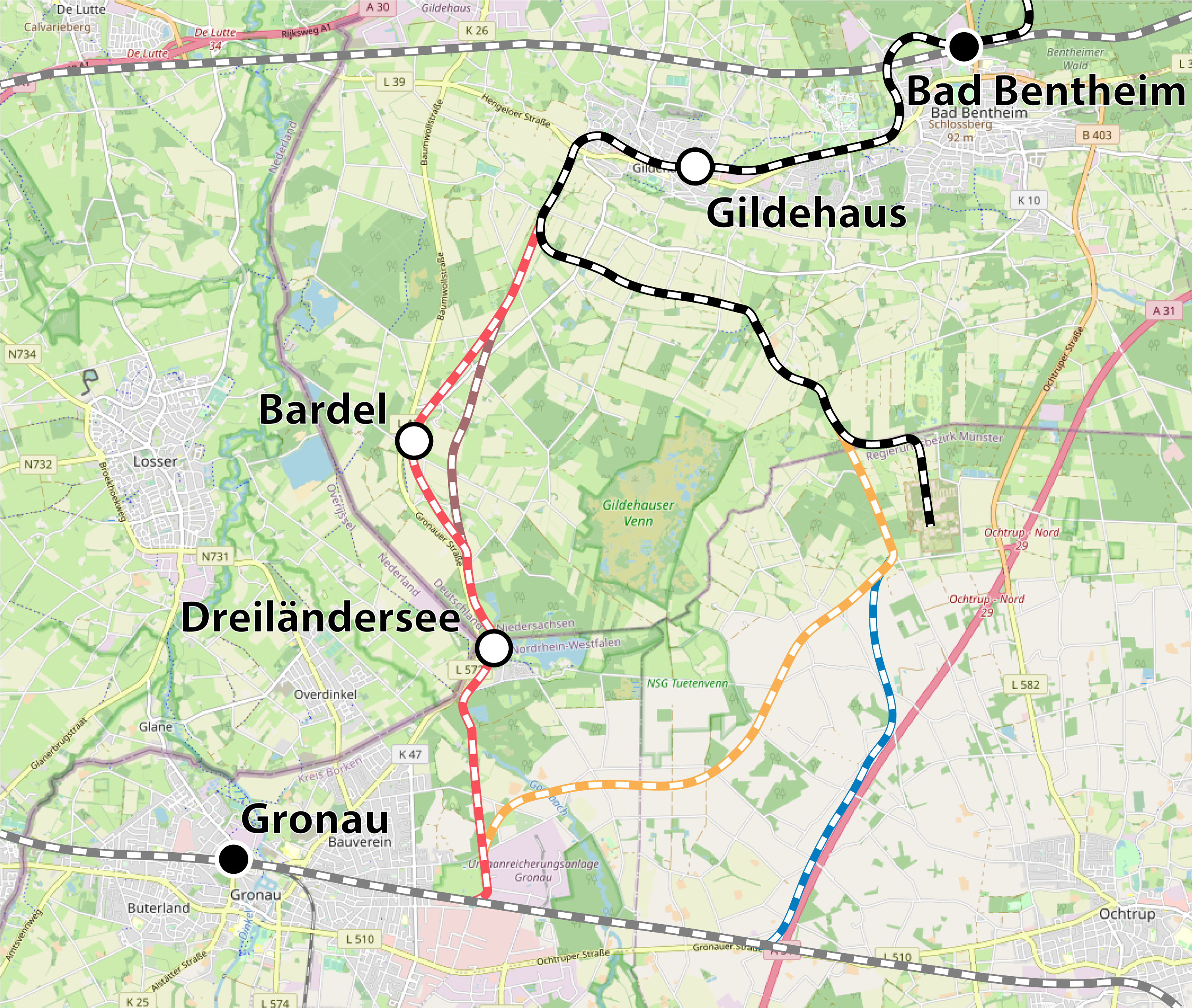
Karte der Varianten einer neuen Teilstrecke zwischen Bad Bentheim und Gronau

Die positiven Erfahrungen und Rahmenbedingungen haben auf nordrhein-westfälischer Seite auch die Stadt Gronau und den Kreis Borken eine Machbarkeitsstudie zu Wiederaufbau und Reaktivierung der Strecke in ihre Richtung erstellen lassen. Das beauftragte Institut hält zwei Varianten mit geringer Abweichung von der bisherigen Strecke für realisierbar. Nötig ist eine Neutrassierung wegen Überbauung im östlichen Bereich von Gronau. Außerdem wurde eine Trassierung geprüft, die eine bessere Anbindung von Bardel sowie des Drilandsees ermöglichen würde.
Mit diesem Ergebnis bewarb sich der Landkreis Grafschaft Bentheim um die Aufnahme in das nächste Reaktivierungsprogramm des Landes Niedersachsen und erreichte im Februar 2024 nachträglich, d. h. nach Rücksprache mit den beteiligten Kommunen, die Aufnahme in die zweite Stufe des Verfahrens (Nutzwertanalyse).